# 31-й гвардейский миномётный полк реактивной артиллерии
31-й гвардейский миномётный полк  — воинская часть Вооружённых сил СССР в Великой Отечественной войне.

## История
Полк формировался в феврале-марте 1942 года в Алабино, был вооружён БМ-13
В составе действующей армии с 18 марта 1942 по 24 июня 1942 года.
Поступил на Волховский фронт. В апреле 1942 года введён в прорыв 2-й ударной армии у Мясного Бора. В июне 1942 года уничтожен в кольце окружения.
24 июня 1942 года расформирован. Приказ НКО СССР № 00175 от 15 августа 1942 — исключён из состава КА, как не подлежащий восстановлению; 

## Состав
ДВУХ-ДИВИЗИОННЫЙ СОСТАВ. Встречаются упоминания (в частности в ОБД «Мемориал») о вхождении в состав полка 6-го и 44-го дивизионов.
- 242-й гвардейский миномётный дивизион
- 203-й отдельный гвардейский миномётный дивизион

## Подчинение
| Дата            | Фронт (округ)                                              | Армия             | Корпус | Дивизия | Примечания          |
| --------------- | ---------------------------------------------------------- | ----------------- | ------ | ------- | ------------------- |
| 01.02.1942 года | Московский военный округ                                   | -                 | -      | -       | -                   |
| 01.03.1942 года | Московский военный округ                                   | -                 | -      | -       | -                   |
| 01.04.1942 года | Волховский фронт                                           | 52-я армия        | -      | -       | без двух дивизионов |
| 01.05.1942 года | Ленинградский фронт (Группа войск Волховского направления) | 2-я ударная армия | -      | -       | без дивизиона       |
| 01.06.1942 года | Ленинградский фронт (Волховская группа войск)              | 2-я ударная армия | -      | -       | -                   |

## Командиры
гв. майор Прудников Павел Афанасьевич (1942, с 6.1942 — ком-р 81 ГМП); 
нач. штаба майор Лущин (1942);  
военком бат. комиссар Калитин Николай Михайлович (с 4.1942, в 3.1942 — ст. политрук 9 огминдн 21 ГМП); ст. политрук Лисин Григорий Петрович (пропал без вести (п/в) в 7.1942); ст. политрук Кударин Пётр Мартынович (п/в в 7.1942); политрук Панин Владимир Петрович (п/в в 6.1942); политрук Бага Сафрон Иванович (п/в в 7.1942); мл. политрук Филиппович Иван Антонович (п/в в 7.1942); мл. политрук Постнов Василий Георгиевич (п/в в 7.1942);  
Командиры дивизионов: 
- 203-й отд. гв. миндн — капитан Частухин Константин Дмитриевич (попал в плен в 26.06.1942, под г. Волхов, шталаг IVH (304))[1];

нач. штаба 203 огмд — ст. л-т Виноградов Николай Иванович (попал в плен 26.06.1942, освобождён в 1945);
- 242 огмдн — ст. л-т Дрямов (3.1942);